# Nicolás Blandi
Nicolás Blandi (Campana, 31 de janeiro de 1990) é um futebolista argentino que atua como centroavante. Atualmente joga no Barracas Central.

## Carreira

### Boca Juniors
Blandi começou a carreira com apenas cinco anos de idade, nas categorias infantis de uma escolinha chamada EFI (Escuela de Fútbol Infantil) dirigida por Pedro Ithurburu. Com 10 anos se mudou para o Puerto Nuevo, e com 11 anos se mudou para o Villa Dálmine. Ficou três anos no Chacarita Juniors antes de chegar ao Boca Juniors com 15 anos de idade.
Na temporada 2009–10, Blandi foi o destaque da equipe campeã do Torneio de Reserva, fazendo muito gols, entre eles os dois últimos que consagraram a equipe campeã. Com 20 anos de idade estreou e marcou seu primeiro gol no profissional, numa série de amistosos do clube nos Estados Unidos. Seus primeiros minutos foram contra o Los Angeles Galaxy, entrando aos 40 minutos do segundo tempo. Já seu primeiro gol no profissional foi na derrota do Boca Juniors para o Portland Timbers.

### Argentinos Juniors
Para adquirir experiência, foi emprestado até junho de 2011 para o Argentinos Juniors.
Após o término do empréstimo, voltou para o Boca Juniors, permanecendo no clube Xeneize até dezembro de 2013.

### San Lorenzo
Contratado pelo San Lorenzo em janeiro de 2014, foi peça fundamental na conquista da Copa Liberadores da América, título inédito do clube.

### Colo-Colo
Em janeiro de 2020 foi anunciado pelo Colo-Colo, do Chile.

## Estatísticas
Atualizadas até 27 de julho de 2018

### Clubes
| Clube              | Temporada         | Campeonato nacional | Campeonato nacional | Copa nacional[a] | Copa nacional[a] | Competições continentais[b] | Competições continentais[b] | Outros torneios[c] | Outros torneios[c] | Total | Total |
| Clube              | Temporada         | Jogos               | Gols                | Jogos            | Gols             | Jogos                       | Gols                        | Jogos              | Gols               | Jogos | Gols  |
| ------------------ | ----------------- | ------------------- | ------------------- | ---------------- | ---------------- | --------------------------- | --------------------------- | ------------------ | ------------------ | ----- | ----- |
| Argentinos Juniors | 2010–11           | 25                  | 6                   | 0                | 0                | 2                           | 0                           | 0                  | 0                  | 27    | 6     |
| Argentinos Juniors | Total             | 25                  | 6                   | 0                | 0                | 2                           | 0                           | 0                  | 0                  | 27    | 6     |
| Boca Juniors       | 2011–12           | 15                  | 6                   | 4                | 2                | 4                           | 1                           | 0                  | 0                  | 23    | 9     |
| Boca Juniors       | 2012–13           | 18                  | 4                   | 2                | 2                | 8                           | 2                           | 0                  | 0                  | 28    | 8     |
| Boca Juniors       | 2013–14           | 10                  | 3                   | 0                | 0                | 0                           | 0                           | 0                  | 0                  | 10    | 3     |
| Boca Juniors       | Total             | 43                  | 13                  | 6                | 4                | 12                          | 3                           | 0                  | 0                  | 61    | 20    |
| Évian              | 2015              | 6                   | 1                   | 0                | 0                | 0                           | 0                           | 0                  | 0                  | 6     | 1     |
| Évian              | Total             | 6                   | 1                   | 0                | 0                | 0                           | 0                           | 0                  | 0                  | 6     | 1     |
| Évian TG II        | 2015              | 1                   | 0                   | 0                | 0                | 0                           | 0                           | 0                  | 0                  | 1     | 0     |
| Évian TG II        | Total             | 1                   | 0                   | 0                | 0                | 0                           | 0                           | 0                  | 0                  | 1     | 0     |
| San Lorenzo        | 2013–14           | 12                  | 4                   | 0                | 0                | 0                           | 0                           | 0                  | 0                  | 12    | 4     |
| San Lorenzo        | 2014              | 14                  | 0                   | 2                | 0                | 7                           | 1                           | 1                  | 0                  | 24    | 1     |
| San Lorenzo        | 2015              | 6                   | 2                   | 2                | 0                | 0                           | 0                           | 0                  | 0                  | 8     | 2     |
| San Lorenzo        | 2016              | 14                  | 8                   | 1                | 1                | 3                           | 1                           | 1                  | 1                  | 19    | 11    |
| San Lorenzo        | 2016–17           | 23                  | 11                  | 3                | 3                | 14                          | 8                           | 2                  | 1                  | 42    | 23    |
| San Lorenzo        | 2017–18           | 22                  | 9                   | 2                | 0                | 5                           | 2                           | 2                  | 1                  | 31    | 12    |
| San Lorenzo        | 2018–19           | 5                   | 4                   | 2                | 1                | 4                           | 2                           | 0                  | 0                  | 11    | 7     |
| San Lorenzo        | Total             | 96                  | 38                  | 12               | 5                | 33                          | 14                          | 6                  | 3                  | 147   | 60    |
| Total na carreira  | Total na carreira | 171                 | 58                  | 18               | 9                | 47                          | 17                          | 6                  | 3                  | 242   | 87    |

- a. ^ Jogos da Copa Argentina
- b. ^ Jogos da Copa Libertadores e Copa Sul-Americana
- c. ^ Jogos amistosos

## Títulos
Boca Juniors
- Campeonato Argentino: 2011 (Apertura)

San Lorenzo
- Copa Libertadores da América: 2014
- Supercopa Argentina: 2015[8]